# أنخيل جارا ساغوير
أنخيل جارا ساغوير (بالإسبانية: Ángel Jara Saguier) هو لاعب كرة قدم ومدرب كرة قدم باراغواياني في مركز الوسط، ولد في 1 أكتوبر 1936 في أسونسيون في باراغواي، وتوفي في 15 سبتمبر 2008. شارك مع منتخب باراغواي لكرة القدم. أما مع النوادي، فقد لعب مع سيرو بورتينيو ونادي النجم الأحمر ونادي تولوز.